# BL 6 inch Gun Mk XIX
Il BL 6 inch Mark XIX era un cannone campale britannico, introdotto nel 1916 come sostituto più leggero e più potente dell'obsolescente BL 6 inch Mk VII.

## Storia
Il cannone venne progettato e realizzato dalla Vickers specificatamente come cannone campale, diversamente dai predecessori paricalibro, nati come cannoni navali. Rispetto ai predecessori navali da 6 pollici la canna venne accorciata da 45 a 35 calibri, per alleggerire il pezzo e migliorarne la mobilità. Il pezzo era incavalcato su un moderno affusto, impiegante il sistema di rinculo dell'obice BL 8 inch howitzer Mk VI–VIII.
La canna era costruita con la tecnologia del filo avvoltoː essa era in acciaio, composta da tubi, una serie di strati di filo di acciaio, una camiciatura esterna, culatta ed anello di culatta.
L'otturatore era operato da una leva sul lato destro della culatta. Arretrando la leva, l'otturatore a vite veniva sbloccato e ruotato in posizione di caricamento. Dopo il caricamento, l'azionamento della leva portava l'otturatore in culatta e lo ruotava in posizione di chiusura. Il sistema era simile a quello usato sull'obice BL 8 inch Mk VI-VIII.

## Impiego operativo

### Servizio nel Regno Unito

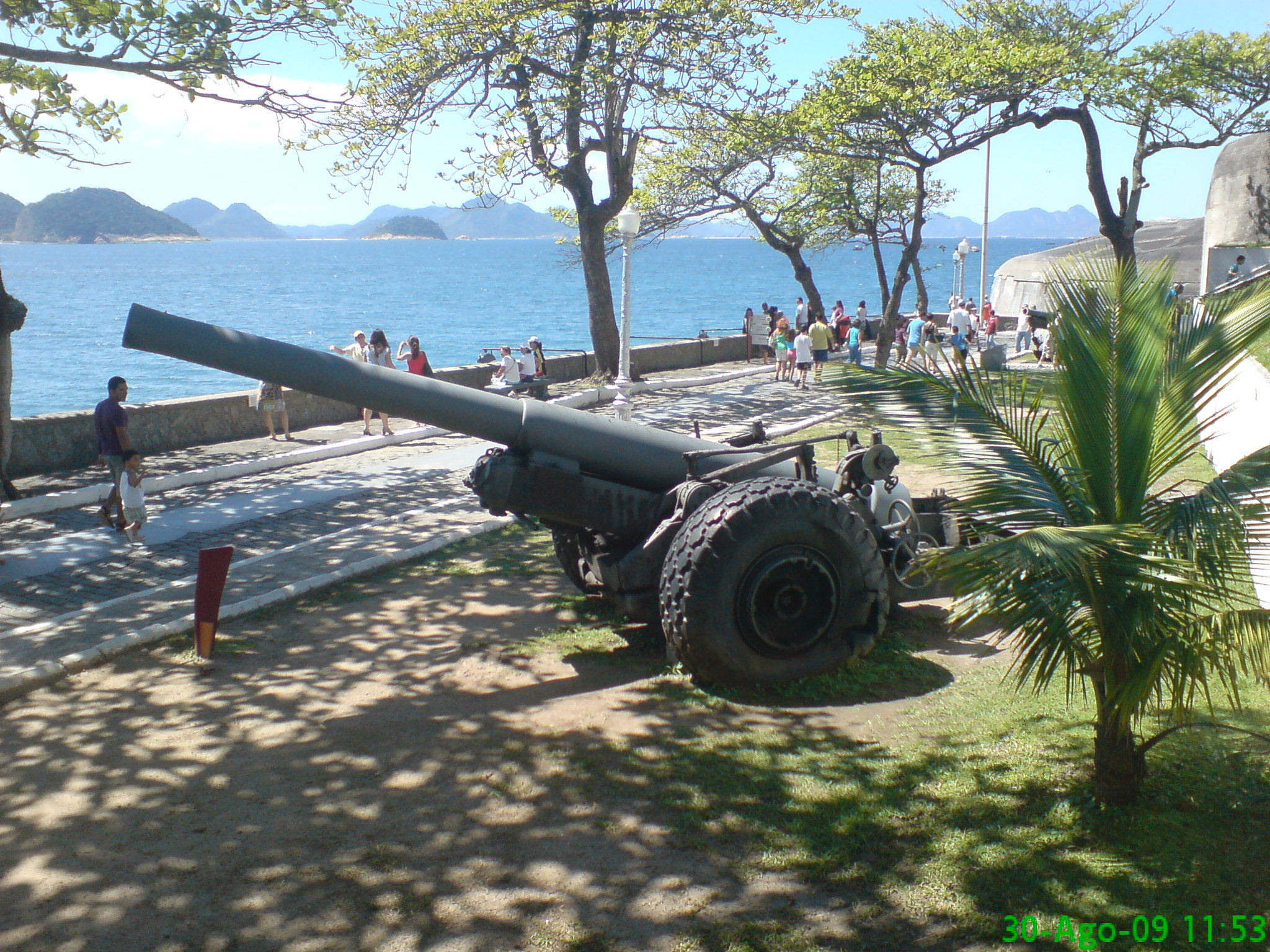
Il pezzo acquistato dall'esercito brasiliano, ora esposto la Museo storico dell'esercito brasiliano a Fort Copacabana (Rio de Janeiro)

Durante la prima guerra mondiale furono prodotti 310 pezzi che servirono in tutti i teatri operativi. Di questi, 108 furono utilizzati sul fronte occidentale, senza comunque rimpiazzare completamente i precedenti Mk VII.
Tre batterie servirono nella British Expeditionary Force in Francia durante la seconda guerra mondiale, mentre altri pezzi furono schierati per la difesa territoriale delle isole britanniche. Il pezzo venne sostituito dal M1 155 mm Long Tom e l'affusto riutilizzato per il BL 7.2 inch.

### Servizio in Brasile
Il Brasile acquistò il cannone nel 1940 dagli Stati Uniti e lo impiegò per la difesa costiera.

### Servizio in Sudafrica
Prima dello scoppio della Grande Guerra venne pianificato l'impiego di questo cannone nelle fortificazioni di Durban, Città del Capo e Saldanha Bay.
Per un breve periodo, due cannoni furono schierati a protezione del porto di Port Elizabeth allo scoppio della seconda guerra mondiale

## Esemplari esistenti
- Cannone acquistato dal Brasile negli Stati Uniti nel 1940 esposto al Museo di storia dell'esercito, Copacabana.
- Un cannone Mark XIX incavalcato su un affusto Mark XIII esposto presso il South African National Museum of Military History, Johannesburg.
- Un cannone esposto presso la Apostle Battery di Hout Bay, Sudafrica[8].
- Un cannone esposto sulla Signal Hill, Città del Capo.